# Alexander Tietze

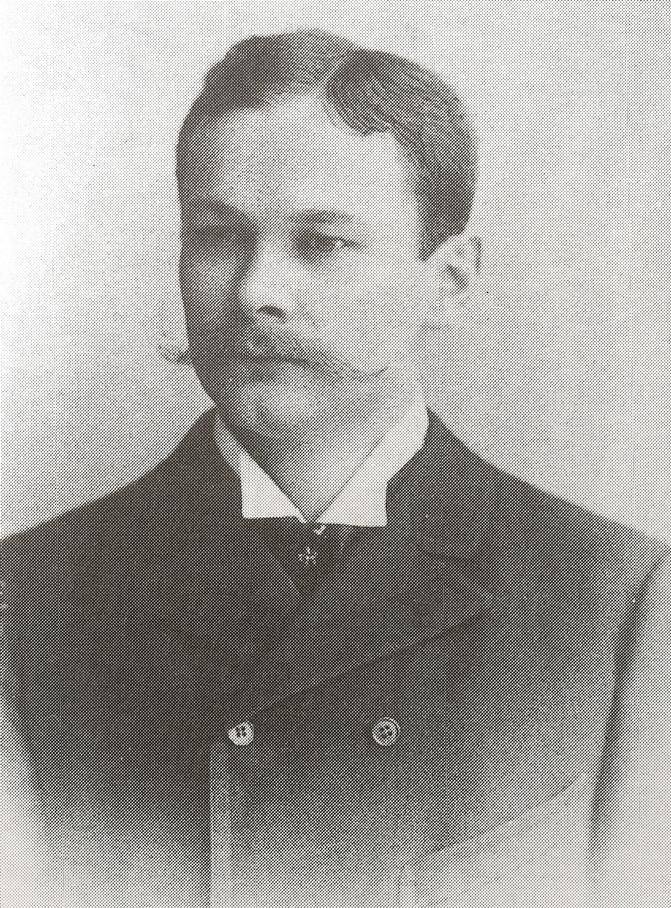
Alexander Tietze

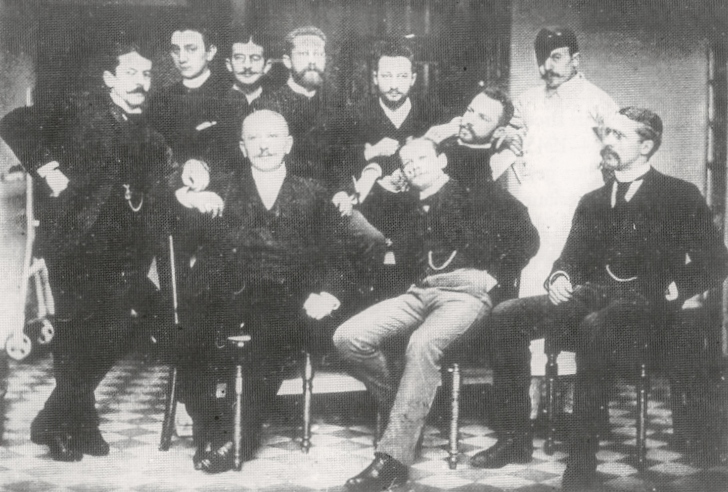
Alexander Tietze im Kreis der Mikulicz-Radecki-Assistenten (erste Reihe sitzend, zweiter von rechts) 1890

Alexander Tietze (* 6. Februar 1864 in Liebenau; † 19. März 1927 in Breslau) war ein deutscher Arzt und der Erstbeschreiber des Tietze-Syndroms.

## Leben
Alexander Tietze hat an der Universität Breslau Medizin studiert und im Jahr 1887 promoviert. Zwischen 1888 und 1895 war er Assistenzarzt an der Breslauer Universitätsklinik unter H. E. Fischer und ab 1890 unter Johann von Mikulicz-Radecki (1850–1905) und zählt damit zur Breslauer Chirurgen-Schule. Im Jahr 1894 habilitierte er sich mit seiner Arbeit Klinische und experimentelle Beiträge zur Lehre von der Darmincarceration und wurde schließlich im Jahr 1896 Chefarzt im Allerheiligen-Hospital in Breslau. Mit Albert Neisser waren die Tietzes persönlich befreundet. Auch sein Sohn Albrecht Tietze, der 1970 in Yad Vashem geehrt worden ist, wurde Arzt. 
Er war zwischen 1914 und 1920 Mitglied des Breslauer Stadtrats.

## Werke
- Untersuchungen über das Blut des Fötus. Breslau 1887, OCLC 20062236.
- Beobachtungen an einem Falle von multiplem Melanosarcom mit Melanurie. Cassel 1893, OCLC 71536472.
- Die intrakraniellen Verletzungen der Gehirnnerven. (Neue deutsche Chirurgie, Band 18) F. Enke, Stuttgart 1916.
- Ein Fall von akuter infektiöser Osteomyelitis des Schädels nach Starkstromverbrennung.
- Über eine eigenartige Häufung von Fällen mit Dystrophie der Rippenknorpel. In: Berliner klinische Wochenschrift. 58, 1921, S. 829–831.
- Dringliche Operationen. (Neue Deutsche Chirurgie, Band 32), F. Enke, Stuttgart 1924.
- mit R. Reichle: Die Chirurgie des Mastdarmes und des Afters. In: Martin Kirschner, Otto Nordmann (Hrsg.): Die Chirurgie. Band 5: Die Chirurgie der Brust. Urban & Schwarzenberg, Berlin/Wien 1941, DNB 450777383.[4]